# Marquesado de Torre Soto de Briviesca
El marquesado de Torresoto de Briviesca o de Torre Soto de Briviesca -más conocido como el marquesado de Torresoto-, es un título nobiliario español creado por el rey Alfonso XIII en favor de Pedro Nolasco González y Soto mediante real decreto del 10 de febrero de 1918 y despacho expedido el 28 de marzo de 1919.
Pedro Nolasco fue el segundo hijo varón de Manuel María González Ángel, fundador de las bodegas González Byass, y su esposa Victorina de Soto y Lavaggi. Su abuelo materno era Pedro Nolasco de Soto y Araco, un acaudalado comerciante indiano de Briviesca que, tras hacer fortuna en México, se estableció en Cádiz. La denomininación de la dignidad evocaba el antiguo marquesado de Torresoto, un título entonces extinto y que en el siglo XVII ostentó Francisco de Soto y Guzmán, oriundo también de Briviesca, de quien los Soto gaditanos se tenían por descendientes.

## Marqueses de Torresoto de Briviesca
|                           | Titular                                   | Periodo                   |
| Creación por Alfonso XIII | Creación por Alfonso XIII                 | Creación por Alfonso XIII |
| ------------------------- | ----------------------------------------- | ------------------------- |
| I                         | Pedro Nolasco González y Soto             | 1919-1946                 |
| II                        | Pedro Nolasco González Gordon             | 1946-1967                 |
| III                       | Pedro Nolasco González Díez               | 1971- 2010                |
| IV                        | Pedro Nolasco González López de Carrizosa | 2010-hoy                  |

## Historia de los marqueses de Torresoto de Briviesca
- Pedro Nolasco González y Soto (1849-1946), I marqués de Torresoto de Briviesca, gentilhombre de cámara del rey con ejercicio desde el 4 de febrero de 1908, caballero de la Orden de Carlos III y, desde el 21 de enero de 1925, poseedor de la Gran Cruz de la Orden Americana de Isabel la Católica. Asimismo, se desempeñó como cónsul ad honorem de Suecia y vicecónsul honorario de Alemania y Portugal.[2]

Casó con María Nicolasa Gordon Wardhouse y Moreno. El 22 de febrero de 1952 le sucedió su hijo:
- Pedro Nolasco González y Gordon (1878-1967), II marqués de Torresoto de Briviesca, integrante del Cuerpo de Hijosdalgo de la Nobleza de Madrid desde 1909 y de la Asociación de Hijosdalgo a Fuero de España desde el 30 de septiembre de 1961, mayordomo de semana de Alfonso XIII desde el 23 de enero de 1919.[2]

Casó, en primeras nupcias, con María de los Ángeles Díez y Gutiérrez.
Casó, en segundas nupcias, con María de las Mercedes Díez y Gutiérrez. El 17 de octubre de 1971, previa orden del 8 de octubre de 1970 para que se expida la correspondiente carta de sucesión (BOE del 4 de noviembre), le sucedió, del primer matrimonio, su hijo:
- Pedro Nolasco González Díez (1912-2014), III marqués de Torresoto de Briviesca, miembro de la Asociación de Hijosdalgo a Fuero de España.[2]

Casó, en primeras nupcias, con María del Rosario López de Carrizosa e Ibarra.
Casó, en segundas nupcias, con Felipa López Gómez. El 20 de abril de 2010, previa orden del 25 de febrero para que se expida la correspondiente carta de sucesión (BOE del 13 de marzo), le sucedió, por cesión, el hijo de su primer matrimonio:
- Pedro Nolasco González López de Carrizosa, IV marqués de Torresoto de Briviesca.

Casó con María Carrión.[cita requerida]